# Organização dos Mujahidin do Povo Iraniano
A Organização dos Mujahidin do Povo Iraniano (em pársi: سازمان مجاهدين خلق ايران sazmaan-e mujaheddin-e khalq-e Iran, "combatentes do povo iraniano"), também conhecida como Mujaheddin-e-Khalq (MeK), é um movimento de oposição ao governo do Irão, fundado em 1965 com o objetivo de derrubar o governo do xá Mohammad Reza Pahlavi, na época apoiado pelos Estados Unidos. A ideologia do grupo está enraizada no "Islã com marxismo revolucionário". Anteriormente aposta ao Xá até a revolução iraniana, direcionou-se para derrubar o governo da República Islâmica do Irã e instalar o seu próprio governo. A organização anteriormente armada agora transitou principalmente para um grupo político, e a sua sede está atualmente localizada na Albânia.
A certa altura, o MeK era o "maior e mais activo grupo dissidente armado" do Irã. A organização ainda é por vezes apresentado pelos apoiantes políticos ocidentais como um importante grupo de oposição iraniano, mas também é conhecido por ser profundamente impopular hoje dentro do Irã, em grande parte devido ao seu apoio ao Iraque na Guerra Irã-Iraque.
A organização continuou ativa no Irão e no exterior, durante e, após a Revolução Iraniana de 1979, foi o braço armado do Conselho Nacional da Resistência do Irão Renunciou à violência em junho de 2001 sendo treinada pelo governo americano no Nevada entre 2005 e 2007 mas ainda é considerada terrorista em vários países, apesar de deixar a lista americana de grupos terroristas em novembro de 2012.
O MeK foi dirigido por Massoud Radjavi e atualmente é conduzido por sua mulher, Maryam Radjavi, exilada na Europa.
A organização continua a integrar o Conselho Nacional da Resistência, sediado na França, que declara lutar pela instauração de um  estado laico e democrático no Irão. A organização hoje tem contado com apoio israelense para atacar engenheiros iranianos. Supostamente, teria tropas lutando ao lado do Exército Livre da Síria e o EIIL no Iraque.

## Ações ativas
- Setembro Negro
- Revolução Iraniana
- Crise dos reféns americanos no Irã
- Consolidação da Revolução Iraniana
- Guerra Irã-Iraque
- Revoltas no Iraque de 1991
- Invasão do Iraque em 2003
- Conflito iraniano-saudita
- Conflito iraniano-israelita
- Guerra contra o Estado Islâmico

## História

### Primeiros anos (1965-1971)
O Mojahedin-e-Khalq (MeK) foi fundado em 1965 por um grupo de estudantes da Universidade de Teerã cujas ideias radicais se centravam numa rebelião armada contra o Xá Mohammad Reza Pahlavi, a quem consideravam corrupto, opressor e um fantoche dos Estados Unidos. Consideraram a corrente principal do Movimento de Libertação demasiado moderada e ineficaz. Pretendiam estabelecer um estado socialista no Irão baseado numa interpretação moderna e revolucionária do Islã, que se originou de textos islâmicos como Nahj al-Balagha e algumas das obras de Ali Shariati. Os fundadores do MeK incluíram Mohammad Hanifnejad, Saeed Mohsen e Ali Asghar Badizadegan, e atraiu principalmente iranianos jovens e bem-educados. Embora as publicações do MeK tenham sido proibidas no Irão, nos seus primeiros cinco anos o grupo envolveu-se principalmente em trabalho ideológico. Apesar da sua influência marxista, o grupo nunca usou os termos “socialista” ou “comunista” para se descrever.
Durante a década de 1970, o MeK realizou uma série de ataques contra alvos iranianos e ocidentais e tentou sequestrar o embaixador dos EUA no Irã, Douglas MacArthur II, em 1970. Algumas fontes atribuem a tentativa de sequestro a outros grupos. Em agosto de 1971, o Comitê Central do MeK incluía Reza Rezai, Kazem Zolanvar e Brahram Aram. Durante agosto-setembro de 1971, a SAVAK conseguiu atacar, prender e executar muitos membros do MeK, incluindo seus co-fundadores. A liderança sobrevivente e os principais membros da organização foram mantidos nas prisões até a revolução. Alguns membros sobreviventes reestruturaram o grupo, substituindo o quadro central por um comitê central de três homens. Cada um dos três membros do comitê central liderou um ramo separado da organização. Dois dos membros originais do comitê central foram substituídos em 1972 e 1973, e os membros substitutos ficaram encarregados de liderar a organização até o expurgo interno de 1975.

### Cisma (1971-1978)

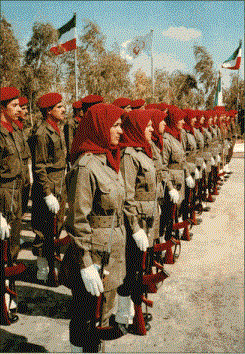
Soldados PMOI em parada em 1991, fotografados na revista Mujahid; edição especial do outono de 1370, página 19. Os homens usam boinas e as mulheres usam véus, ambos vermelhos.

Em 1973, os membros do MeK marxista-leninista lançaram uma "luta ideológica interna". Afirmaram que “chegaram à conclusão de que o marxismo, e não o Islã, era a verdadeira filosofia revolucionária”. Os membros que não se converteram ao marxismo foram expulsos ou denunciados ao SAVAK. Isto levou a dois Mojahedin rivais, cada um com a sua própria publicação, a sua própria organização e as suas próprias atividades. O novo grupo era conhecido inicialmente como Mojahedin M.L. (Marxista-Leninista). Poucos meses antes da Revolução Iraniana, a maioria dos mojahedin marxistas renomearam-se Peykar (Organização de Luta pela Emancipação da Classe Trabalhadora) em 1978. As prisões e execuções de 1971-1972 pelos serviços de segurança do Xá, somadas às lutas internas dentro da organização "praticamente destruíram a organização". De 1973 a 1979, o MeK muçulmano, incluindo Massoud Rajavi, esteve principalmente nas prisões. Durante a revolução, Rajavi foi libertado da prisão e teve que reconstruir a organização.
O grupo conduziu vários assassinatos de militares e civis americanos que trabalhavam no Irã durante a década de 1970.